# Lloyd Andrews
Pour les articles homonymes, voir Andrews.
Lloyd Andrews (né le 4 novembre 1894 à Tillsonburg, dans la province de l'Ontario au Canada et mort le 17 novembre 1974 à Détroit, dans l'état du Michigan aux États-Unis) est un joueur professionnel canadien de hockey sur glace. Il évoluait au poste d'ailier gauche.

## Biographie
Il devient professionnel en 1921 avec les St. Pats de Toronto dans la Ligue nationale de hockey.

## Statistiques

### En club
| Saison     | Équipe                   | Ligue      |    | Saison régulière | Saison régulière | Saison régulière | Saison régulière | Saison régulière |   | Séries éliminatoires | Séries éliminatoires | Séries éliminatoires | Séries éliminatoires | Séries éliminatoires |
| Saison     | Équipe                   | Ligue      | PJ | B                | A                | Pts              | Pun              | PJ               | B | A                    | Pts                  | Pun                  |                      |                      |
| 1921-1922  | St. Pats de Toronto      | LNH        | 11 | 0                | 0                | 0                | 0                | 2                | 0 | 0                    | 0                    | 0                    |                      |                      |
| 1922-1923  | St. Pats de Toronto      | LNH        | 23 | 5                | 4                | 9                | 10               | -                | - | -                    | -                    | -                    |                      |                      |
| 1923-1924  | St. Pats de Toronto      | LNH        | 12 | 2                | 1                | 3                | 0                | -                | - | -                    | -                    | -                    |                      |                      |
| 1924-1925  | St. Pats de Toronto      | LNH        | 7  | 1                | 0                | 1                | 0                | -                | - | -                    | -                    | -                    |                      |                      |
| 1926-1927  | Eagles de New Haven      | Can-Am     | 32 | 15               | 11               | 26               | 11               | 4                | 1 | 0                    | 1                    | 4                    |                      |                      |
| 1927-1928  | Eagles de New Haven      | Can-Am     | 39 | 15               | 9                | 24               | 25               | -                | - | -                    | -                    | -                    |                      |                      |
| 1928-1929  | Arrows de Philadelphie   | Can-Am     | 39 | 10               | 4                | 14               | 12               | -                | - | -                    | -                    | -                    |                      |                      |
| 1929-1930  | Arrows de Philadelphie   | Can-Am     | 40 | 24               | 19               | 43               | 30               | 2                | 1 | 0                    | 1                    | 2                    |                      |                      |
| 1930-1931  | Arrows de Philadelphie   | Can-Am     | 40 | 15               | 14               | 39               | 24               | -                | - | -                    | -                    | -                    |                      |                      |
| 1931-1932  | Arrows de Philadelphie   | Can-Am     | 39 | 8                | 15               | 23               | 16               | -                | - | -                    | -                    | -                    |                      |                      |
| 1932-1933  | Greyhounds de Saint-Paul | AHA        | 12 | 1                | 4                | 5                | 2                | -                | - | -                    | -                    | -                    |                      |                      |
| 1932-1933  | Maroons de Hibbing       | LCH        | 34 | 13               | 16               | 29               | 10               | -                | - | -                    | -                    | -                    |                      |                      |
| 1933-1934  | Miners de Hibbing        | LCH        | 43 | 18               | 16               | 34               | 28               | 6                | 3 | 1                    | 4                    | 0                    |                      |                      |
| Totaux LNH | Totaux LNH               | Totaux LNH | 53 | 8                | 5                | 13               | 10               | 2                | 0 | 0                    | 0                    | 0                    |                      |                      |